# Izaak Jogues
Izaak Jogues SJ, Isaak Jogues, zwany Drapieżnym Ptakiem (Ondessonk) (ur. 10 stycznia 1607 w Orleanie, zm. 18 października 1646 w Ossernenon) – święty Kościoła Katolickiego, prezbiter, męczennik, francuski jezuita, misjonarz w Kanadzie.

## Życiorys
Był trzecim synem kupca z Orleanu. Uczęszczał do kolegium jezuickiego, a w 1624 roku wstąpił do zakonu i w Rouen odbył nowicjat. Jego przewodnikiem był Ludwik Lallemant SJ. Studiował filozofię (1626-1629) w Rouen i teologię w Clermont. Po otrzymaniu święceń kapłańskich, od 1636 roku prowadził działalność misyjną wśród Huronów. Był pierwszym białym mężczyzną i pierwszym apostołem nad Jeziorem Górnym. Nadał nazwę jezioru Świętego Sakramentu, Eucharystii (Lac du Saint Sacrement – obecnie Lake George). W latach 1642–1643 przebywał w irokeskiej niewoli, z której zdołał zbiec. Tortury jakim był poddawany doprowadziły do utraty palców. W 1643 roku powrócił do Europy. Wykupiony z niewoli za 300 funtów wrócił do Francji przez Nowy Amsterdam (obecnie Nowy Jork). W 1644 roku ponownie udał się do Ameryki Północnej, gdzie na zlecenie rządu francuskiego wynegocjował pokój z plemieniem Irokezów.
Zginął z ręki indian podejrzany o sprowadzenie chorób. Jego głowa została nabita na ogrodzenie, a ciało utopione w rzece Mohawk.
Wspominany jest w Kościele katolickim na świecie 19 października, a w Kanadzie także 26 września.
Beatyfikowany w 1922 roku, kanonizowany w 1930 roku przez papieża Piusa XI w grupie Męczenników kanadyjskich. Jest patronem Kanady, a także wielu parafii w Stanach Zjednoczonych i Kanadzie. Miejscem kultu są Auriesville, New York, National Shrine of the North American Martyrs, parafie w USA.

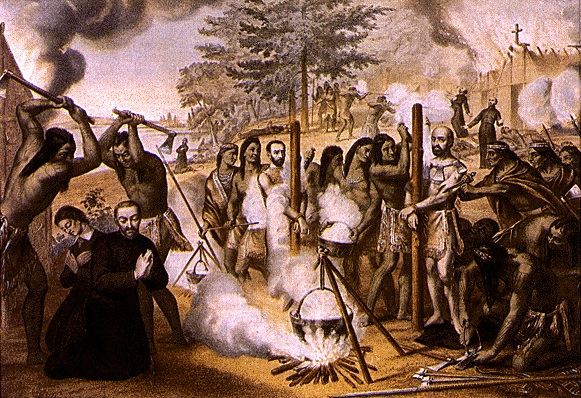
Męczennicy kanadyjscy

W ikonografii przedstawiany jest w stroju zakonnym. Jego atrybuty to piła nawiązująca do tortur jakim został poddany podczas pierwszego pojmania oraz, nawiązujące do męczeńskiej śmierci, tomahawk którym został ścięty lub oskalpowany i rana na głowie świętego. 